# Psycroptic
A Psycroptic ausztrál technikás death metal együttes.

## Története
1999-ben alakultak Tasmánia fővárosában, Hobartban.  Alapító tagjai Dave Haley (gitár) és Joe Haley (dob) testvérek. Ők ketten a "Disseminate" nevű ismeretlen death metal együttes tagjai voltak.  A Haley testvérekhez Cameron Grant basszusgitáros és Matthew Chalk énekes csatlakozott. A zenekar jelentés nélküli nevét Chalk egyik barátja találta ki.   Első albumukat 2000-ben rögzítették. Eleinte demónak szánták, de a rá következő évben, 2001-ben stúdióalbum formájában jelentették meg. Ezután turnéztak Melbourne-ben, majd ugyanebben az évben felléptek a "Metal for the Brain" fesztiválon is, Canberrában. Ugyanezen a fesztiválon 2003-ban és 2005-ben is koncerteztek.
Második albumukat 2003-ban adták ki, az amerikai Deeds of Flesh nevű amerikai technikás death metal együttes által alapított Unique Leader Records kiadó gondozásában. Ezt követően turnéztak az Incantationnel is. A Haley testvérek a "The Amenta" nevű indusztriális death metal zenekarban is játszanak, Dave Haley pedig egy EP-t is piacra dobott a "Ruins" nevű ausztrál black metal együttes tagjaként. 2004-ben már a Deeds of Flesh-sel is koncerteztek, ezután európai turnéba kezdtek a Dismemberrel és az Anatával. Matthew Chalk azonban bizonytalan volt a turnézással kapcsolatban, így helyét Jason Peppiatt vette át. Miután a Psycroptic visszatért Ausztráliába, Chalk véglegesen kiszállt a zenekarból, és Peppiatt teljes jogú énekessé vált. A harmadik albumuk előtt turnéztak a Hate Eternal-lel, majd 2006-ban megjelent a lemez, a Neurotic Records gondozásában. Ez volt a csapat utolsó Neurotic-os lemeze. Ezután olyan nevekkel játszottak, mint a Nile, Cannibal Corpse, Deicide. A 2008-as negyedik albumukat már a Nuclear Blast jelentette meg, és a 2012-es ötödik lemezüket is ők adták ki. A 2015-ös és 2018-as albumaikat már a Prosthetic Records jelentette meg.

## Tagok
- Jason Peppiatt - ének (2005-)
- Joe Haley - gitár (1999-)
- Todd Stern - basszusgitár (2015-)
- Dave Haley - dob (1999-)

## Korábbi tagok
- Matthew Chalk - ének (1999-2005)
- Cameron Grant - basszusgitár (1999-2015)

## Diszkográfia
- The Isle of Disentchantment (2001)
- The Scepter of the Ancients (2003)
- Symbols of Failure (2006)
- Ob (Servant) (2008)
- The Inherited Repression (2012)
- Psycroptic (2015)
- As the Kingdom Drowns (2018)

## Egyéb kiadványok
- Initation (koncertalbum, 2010)
- The Early Years (box set, 2014)